# Puffinus bulleri
Puffinus bulleri là một loài chim trong họ Procellariidae.